# Pieris extensa
Pieris extensa är en fjärilsart som beskrevs av Gustave Arthur Poujade 1888. Pieris extensa ingår i släktet Pieris och familjen vitfjärilar. Inga underarter finns listade i Catalogue of Life.